# Villa Rustica (Coustaty)
Bei der Villa Rustica von Coustay handelt es sich um die Reste eines römischen Landgutes bei Coustaty nahe dem Ort Saint-Vincent-de-Cosse im Département Dordogne in Frankreich.
Die Reste der Villa wurden 1817 entdeckt und kurz beschrieben. Zwei Mosaiken wurden gefunden und gezeichnet. 1882 wurden bei Bahnarbeiten Teile der Villa freigelegt. Es handelte sich jedoch um keine systematischen Ausgrabungen. Vor allem ist kein Plan der Villa erhalten. 1962 und 1974 wurden bei Straßenbauarbeiten weitere Funde gemacht.
Aus den Beschreibungen geht hervor, dass die Villa einst reich ausgestattet war. Sie war mit geometrischen Mosaiken dekoriert und hatte mit Akanthus-Blättern verzierte Säulen. Nach den gefundenen Münzen war die Villa vom ersten bis ins vierte Jahrhundert bewohnt.